# Xanthopimpla fusconotata
Xanthopimpla fusconotata är en stekelart som först beskrevs av Tosquinet 1896.  Xanthopimpla fusconotata ingår i släktet Xanthopimpla och familjen brokparasitsteklar. Inga underarter finns listade i Catalogue of Life.